# Северный Бахр-эль-Газаль (Чад)
Северный Бахр-эль-Газаль (фр. Barh el Gazel Nord) — один из четырёх департаментов административного региона Бахр-эль-Газаль в республике Чад. Административный центр департамента — город Салаль.

## Население
По данным переписи населения, в 2009 году в департаменте проживали 61 891 человек (34 940 мужчин и 26 951 женщин). По другим данным, в 2012 году количество населения департамента Северный Бахр-эль-Газаль составляло 319 087 человек.

## Административное деление
Департамент Северный Бахр-эль-Газаль включает в себя 5 подпрефектур:
- Салаль (фр. Salal)
- Монджуро (фр. Mondjouro)
- Дургуланга (фр. Dourgoulanga)
- Тумиа (фр. Toumia)
- Ислет (фр. Islet)

## Префекты
Префекты Северного Бахр-эль-Газаль (с 2008 года):
- С 9 апреля 2008 года: Исса Кеделлах Мамади (фр. Issa Kedellah Mamadi)[3]